# Mediehøjskolen
Mediehøjskolen tidl. Den Grafiske Højskole ligger i Emdrup i København. Mediehøjskolen er en del af Danmarks Medie- og Journalisthøjskole.